# Gabara bipuncta
Gabara bipuncta är en fjärilsart som beskrevs av Morrison 1875. Gabara bipuncta ingår i släktet Gabara och familjen nattflyn. Inga underarter finns listade i Catalogue of Life.